# Alfréd Haar
Alfréd Haar (Budapest, 11 de octubre de 1885 - Szeged, 16 de marzo de 1933) fue un matemático húngaro de origen judío.

## Semblanza
Haar comenzó a estudiar en 1904 en la Universidad de Gotinga. Su doctorado fue supervisado por David Hilbert. Entre 1912 y 1919 enseñó en la Universidad Francisco José de Kolozsvár. Junto con Frigyes Riesz, hizo de la Universidad de Szeged un centro de las matemáticas. También fundó la revista Acta Scientiarum Mathematicarum junto con Riesz.

## Eponimia
- La medida de Haar, la ondícula de Haar y la transformación de Haar reciben su nombre.